# Мирное (Волновахский район)
Ми́рное — посёлок городского типа в Мирненском поселковом совете района Донецкой области Украины.

## История
Населённый пункт был основан в 1951 году как рабочий посёлок рядом с месторождением гранита.
В середине 1970х годов основой экономики посёлка являлась добыча гранита.
До 11 декабря 2014 года входил в Тельмановский район, 11 декабря 2014 — переподчинен Волновахскому району.

## Население
Количество на начало года.
| Год  | Количество жителей |
| ---- | ------------------ |
| 1959 | 1365               |
| 1970 | 2440               |
| 1975 | 2700               |
| 1979 | 2391               |
| 1987 | 2400               |
| 1989 | 2293               |
| 1992 | 2300               |
| 1998 | 2400               |
| 2002 | 2110               |
| 2003 | 2070               |
| 2004 | 2033               |
| 2005 | 2001               |
| 2006 | 1952               |
| 2007 | 1930               |
| 2008 | 1941               |
| 2009 | 1897               |
| 2010 | 1887               |
| 2011 | 1863               |
| 2012 | 1854               |
| 2013 | 1835               |
| 2014 | 1804               |
| 2015 | 1789               |

## Экономика
Градообразующее предприятие — Каранский каменный карьер. Добыча гранита, производство песка и щебня. В июне 2024 года на карьере запущена новая дробильно-сортировочная фабрика.

## Транспорт
Посёлок находится в 10 км от ближайшей железнодорожной станции Карань на линии Донецк — Мариуполь